# 郷田努
郷田 努（ごうだ つとむ）は日本のゲームクリエイター。
1990年代後半からフリーランスで活動を開始、2002年からナムコ（後のバンダイナムコゲームス）で『テイルズオブモバイル』などを手がけ、『テイルズ オブ ヴェスペリア』 (Xbox 360)、『テイルズ オブ シンフォニア -ラタトスクの騎士-』 (Wii) 、『FRAGILE 〜さよなら月の廃墟〜』 (Wii) など複数の家庭用ゲームソフトのプロデューサー。

## 経歴
東京都北区出身。日本で初めて認可されたゲームクリエイターコースを持つ東京コミュニケーションアート専門学校の一期生として入学。そこで、日本放送作家協会、日本脚本家連盟理事をしていた大川タケシや、元松竹シナリオ研究所所長川邊一外の「鞄持ち」をして師事。特に、ゲームのインタラクティビティの可能性を主張する川邊からは強い影響を受けたという。
1997年、株式会社アスキー入社。e-commerceサイト「ASCII Rapid Commerce Service」立ち上げに参加。WEBゲームコンテンツを多数手がける。その後退社し、フリーランスで活動。
PCゲームや家庭用ゲームソフトなどの企画、シナリオ、ディレクション、WEBサイトプロデュースなどをする傍ら、総合学園ヒューマン・アカデミー、東京コンピュータデザイン専門学校などの非常勤講師として、ゲーム制作、ゲーム企画、ゲームシナリオなどの講義を担当。企画コース、カリキュラム作成などにも参加する。
2002年から株式会社ナムコ（後のバンダイナムコゲームス）に入社。モバイルコンテンツ事業部に所属、パックマン、ギャラガ、スカイキッドなど多数のケータイアプリのディレクションを経て、2004年、FOMA900シリーズのロンチにケータイサイト「テイルズ オブ モバイル」を企画、制作、ディレクション、サイト運営をする。同年にVodafoneにてケータイサイトXenosaga Mobileも立ち上げる。
その後、数々のケータイオリジナルのRPGアプリ『テイルズ オブ ブレイカー』、『テイルズ オブ コモンズ』、『テイルズ オブ ヴァールハイト』、Xenosaga Pied Piperなどの企画、シナリオ、ディレクションを行う。
コンテンツ編成局マーケティング戦略チームを経て、2007年からは家庭用ソフト『テイルズ オブ ファンダム Vol.2』、『テイルズ オブ シンフォニア -ラタトスクの騎士-』、『テイルズ オブ ヴェスペリア』、『FRAGILE 〜さよなら月の廃墟〜』などをプロデュース。その傍ら大学、専門学校等での講演を多数行っている。
2005年、2006年、2008年とCEDECにてラウンドテーブルや講演を行う。
変わり種としては、2002年と2003年に三菱電機カーナビゲーションシステムへのアプリ移植を担当している（鉄拳コマンドバトル/パックマン/ワニワニパニック/ラリーX）。
2009年にナウプロダクションへ移籍。CS開発本部ゼネラルマネージャー。2010年10月1日からGold Entertainment Studio CCO就任。
2011年、株式会社クリップエンターテインメント設立。取締役CSO/Executive Producerとなる。
2012年5月、株式会社gumi入社。新規事業室長に就任する。
2013年、株式会社タイトー入社。
2015年4月、Happy Elements株式会社入社
2016年8月、株式会社ハンドレッドを設立。

## 作品
2002年以降にリリースされたタイトルからはディレクション、シナリオなどで関わったタイトルには『しなりお屋さん』『郷田 努』『T.G』などの名前でスタッフロールに掲載されている。
また主題歌タイアップについては、自ら行う方針で直接交渉を毎回行ってゲーム専用曲を書き下ろしてもらっている。これまでにタイアップしたアーティストは植村花菜、JAMOSA、misono、BONNIE PINK、手嶌葵。
『テイルズ オブ ヴェスペリア』ではゲーム発売日に「テイルズ オブ」専門月刊誌『テイルズ オブ マガジン』を角川書店とのコラボで発刊。また、主題歌「Ring a Bell」はitunesにてワールドプレミア配信などクロスメディア展開をしかける。
『FRAGILE 〜さよなら月の廃墟〜』ではアスキー・メディアワークス、ゲーム誌、漫画誌、ノベル誌とゲーム発売前からのクロスメディア展開をした。主題歌、エンディングテーマはitunes専売という新しい手法での提供をしている。
- 2004年02月 テイルズ オブ タクティクス（ケータイアプリ）
- 2004年02月 クレーメルラボ（ケータイアプリ）
- 2004年06月 ウィスバトル（ケータイアプリ）
- 2004年07月 Xenosaga Pied Piper（ケータイアプリ）
- 2004年09月 グルーヴィーアーチェ（ケータイアプリ）
- 2004年12月 クレーメルチェック（ケータイアプリ）
- 2005年01月 テイルズ オブ ブレイカー（ケータイアプリ）
- 2005年04月 クロンダイク（ケータイアプリ）
- 2005年06月 リバーシ（ケータイアプリ）
- 2005年09月 僕の私の塊魂 (PSP)※0
- 2005年10月 テイルズ オブ コモンズ（ケータイアプリ）
- 2005年11月 テイルズ オブ タクティクス外伝（ケータイアプリ）
- 2005年12月 テイルズ オブ ジ アビス連動アプリ（ケータイアプリ）
- 2006年06月 テイルズ オブ ヴァールハイト（ケータイアプリ）
- 2006年08月 テイルズ オブ クイズ（ケータイアプリ）
- 2007年01月 テイルズ オブ ワンダーカジノ（ケータイアプリ）
- 2007年06月 テイルズ オブ ファンダム Vol.2(PS2)
- 2007年11月 テイルズ オブ ザ ワールド レディアント マイソロジー (PSP)※1
- 2007年12月 のだめカンタービレ ドリーム☆オーケストラ (Wii)※2
- 2008年06月 テイルズ オブ シンフォニア -ラタトスクの騎士- (Wii)
- 2008年08月 テイルズ オブ ヴェスペリア (Xbox 360)
- 2009年01月 FRAGILE 〜さよなら月の廃墟〜 (Wii)
- 2010年10月 BAKUGAN Defenders of Core (PS3/Xbox 360/Wii/NDS/PSP)

- ※0 声優として参加
- ※1 植村花菜 オープニングテーマ:光と影 エンディングテーマ:紙ヒコーキ タイアップコーディネート
- ※2 シナリオライティング

ケータイアプリ移植タイトル（一部オリジナルも含まれる）
- パックマン
- ギャラクシアン
- スカイキッドDX
- クイズdeクエスト
- キングオブキングス
- 鉄拳コマンドバトル
- 鉄拳コマンドバトル2
- シュータウェイ
- リバーシ
- クロンダイク
- ファイブファイブ
- フーズフット
- 花札こいこい
- 役満パラダイス
- パックマンクライシス
- パンツァーアサルト
- 探しマウス
- カコンデルトール
- 満点先生！
- 剣劇

## 特別講演活動
- 東北芸術工科大学
- 工学院大学
- IGDA関西、立命館大学共催
- 東北電子専門学校
- 吉田学園情報専門学校
- 新潟電子専門学校
- 太田電子専門学校
- アミューズメントメディア総合学院
- 東京テクニカルカレッジ専門学校
- 名古屋工学院専門学校
- 沼津情報専門学校

## CEDEC
- 2005年08月 CEDEC2005にて「モバイルコンテンツビジネスについて」講演
- 2006年08月 CEDEC2006にて「家庭用ゲームとモバイルコンテンツ連動について」講演
- 2008年09月 CEDEC2008にて「Xbox 360 テイルズ オブ ヴェスペリアから見たハイデフRPG開発」講演